# Paro agrario del Perú de 2018
El paro agrario del Perú de 2018 fueron una serie de protestas inicialmente pacíficas que se desarrollan desde el 9 de enero hasta el 11 de febrero en gran parte del territorio peruano por parte de medianos y pequeños agricultores independientes que exigen al gobierno declarar al sector agrícola en estado de emergencia por serias deficiencias en la producción y el comercio, especialmente en el sector de la papa. El 30 de enero las manifestaciones se tornaron violentas y se expandieron a departamentos que en primer momento no acataron el paro, al finalizar la protesta agraria los enfrentamientos entre la policía nacional del Perú y los manifestantes dejaron como saldo dos muertos y serios daños materiales en toda el área convulsionada.

## Antecedentes
Desde la subida al poder de Pedro Pablo Kuczynski en 2016 el Perú se vio envuelto en diversas protestas de diferentes ámbitos, como las del sector educación y salud, las manifestaciones sociales del colectivo Con mis hijos no te metas por la supuesta o posible implementación de la «ideología de género» en las escuelas nacionales, desarrollada todas el 2017, las reacciones sobre el indulto al expresidente Alberto Fujimori de comienzos de enero de 2018 y paralelamente el recrudecimiento de la crisis política que azota el país.
Las protestas germinaron cuando el precio de la papa nacional se derrumbó tremendamente ante los bajos precios del mismo tubérculo exportado del exterior por convenios y tratados de libre comercio (TLC) firmados por Perú. Los agricultores entre sus medidas pedían la renegociación de los TLC y reparaciones económicas que se originaron por la pérdida de ventas.

## Paro
El 9 de enero la Comisión Nacional de Productores de Papa anuncio el inicio del paro con protestas tranquilas en diversas ciudades de la sierra central peruana, tras un acuerdo entre los agricultores y el gobierno se acordó un alto a la manifestación para el 25 de enero en la que los huelguistas esperaban la llegada de representantes del gobierno como la presidenta del Consejo de Ministros Mercedes Aráoz Fernández y el ministro de Agricultura y Riego José Arista, el día acordado estos no llegaron y en su lugar acudió representantes de cada organización estatal, los huelguistas anunciaron que como consecuencia el paro se reiniciaría el 30 de enero pero de manera violenta.
El 30 de enero los manifestantes se mostraron bloqueando autopistas y quemando instalaciones estatales en todas los departamentos, en este caso se reportaron dos muertos y numerosos heridos. El 2 de febrero la diligencia principal de la Comisión Nacional de Productores de Papa llega a un acuerdo con el gobierno para levantar el paro agrario, dicha medida solo se hace oficial en el departamento de Ayacucho y algunos distritos de otros departamentos, esto porque las otras diligencias departamentales se muestran disconformes con lo pactado. Posteriormente en el mismo Ayacucho y otros distritos de facto se reiniciaría el paro por parte de una mayoría huelguista que desconoce lo acordado con el gobierno.
El 11 de febrero el gobierno peruano logró llegar a un acuerdo de comprar los productos excedidos de los huelguistas, tanto los disidentes como la Comisión Nacional de Productores de Papa levantaron el paro.